# مصرف الأقليم التجاري للاستثمار والتمويل
مصرف الأقليم التجاري للاستثمار والتمويل مصرف عراقي خاص أُسس عام 2007،  يبلغ رأس المال للمصرف 250 مليار دينار.